# Tjuvasjere
Tjuvasjere (tjuvasjisk: чӑваш) er en folkegruppe i Rusland, der taler tjuvasjisk, og har republikken Tjuvasjien som vigtigste bosættelsesområde.
Ved folketællingen i 2002 blev der registreret 1.637.000 tjuvasjere i Rusland. Omtrent 889.000 af disse bor i Republikken Tjuvasjien, resten hovedsageligt i republikkerne Tatarstan og Basjkortostan og Samara oblast. Der bor også en del tjuvasjere i Kasakhstan.

## Organisationer
I Rusland og de tidligere sovjetrepublikker findes tjuvasjiske kulturforeninger, der holder kontakten til Republikken Tjuvasjien, organiserer litteratur- og kulturarrangementer, markerer tjuvasjisk Akatuj (omtrent modsvarende Sankt Hans), Tjavarni (forårsfest). I 1990'erne oprettedes den "tjuvasjiske nationalkongres". Kongressen organiserer tjuvasjiske konkurrencer med sprogolympiader, "Miss Tjuvasjien" og lignende. Kongressen repræsenterer tjuvasjerne i UNPO (Unrepresented Nations and Peoples Organization)

## Sproget
Tjuvasjisk, der sammen med russisk er officielt sprog i Republikken Tjuvasien, tilhører den tyrkiske sprogfamilie.
1.043.000 indbyggere i Den Russiske Føderation opgav at have tjuvasjisk som modersmål ved folketælling i 2010.

## Tjuvasjiske navne
De fleste tjuvasiske navne er russificerede. Med kristningen under Ivan 4. måtte tjuvasjererne lade deres børn døbe[kilde mangler] og antage ortodokse navne. Efternavnene dannedes som patronymer efter faderens navn: Ivan Stepan-ov (dansk: ~ Stepans Ivan, Ivan Stepansen). Ivans søn fik efternavnet Ivanov, Ivans datter fik efternavnet Ivanova. Arvede slægtsnavne blev taget i anvendelse i midten af 1900-tallet. Ved siden af russiske, officielle navne anvender tjuvasjiserne navne uformelt: Stappan Ivane (dansk: Stepan søn Ivan).
Familier, som ikke kristnedes, anvender fortsat gamle tjuvasjiske navne.[kilde mangler] Blandt kunstnere er det almindeligt at tage tjuvasjiske pseudonymer. Gennadij Lisin, en tjuvasjisk forfatter, tog navnet Ajhi (Ajgi), som betyder "den der".[kilde mangler]

## Religion
Majoriteten af tjuvasjerne tilhører den russisk-ortodokse kirke. Ifølge visse kilder[kilde mangler] gik mange tjuvasjere over til islam i Zar-rusland, fordi muslimer blev ladet i fred mens der fandtes strengere regler og betalinger for den kristne befolkning.[kilde mangler] Resultatet heraf blev "tatariseringen".
En del af tjuvaserne er tilhængere af den gamle animistiske tjuvasjiske tro[kilde mangler]. Hvert år mødes de i Ucük ved en gammel eg og læser bønner til den guden Tor.[kilde mangler]
I øvrigt påpeges det, at tjuvaserne har en blanding af den ortodokse lære og gamle animistiske forestillinger.

## Kendte tjuvasjer
- Andrijan Nikolajev, tjuvasjisk kosmonaut
- Gennadij Ajgi, tjuvasjisk forfatter, som skrev på både tjuvasjisk og russisk
- Nikita Bitjurin, tjuvasjisk geograf og sinolog